# Ignacio Lehonor Arroyo
Ignacio Lehonor Arroyo (Perote, Veracruz, 17 de julio de 1907-7 de diciembre de 1996) fue un sacerdote y obispo mexicano, que se desempeñó como 1° Obispo de Tuxpan], entre 1963 a 1982.